# روز ماكولاي
روز ماكولاي (بالإنجليزية: Rose Macaulay)‏ (1 أغسطس 1881، رغبي في المملكة المتحدة - 30 أكتوبر 1958، لندن الكبرى في المملكة المتحدة)؛ كاتِبة ومؤلِّفة وروائية بريطانية.

## روابط خارجية
- روز ماكولاي على موقع الموسوعة البريطانية (الإنجليزية)
- روز ماكولاي على موقع ميوزك برينز (الإنجليزية)